# Liste des préfets de la Haute-Corse
Liste des préfets de la Haute-Corse depuis la création du département par la loi du 15 mai 1975 (division de l'ancien département de Corse en Haute-Corse et Corse-du-Sud). Le siège de la préfecture est Bastia.

### Anciens départements de Golo et de Liamone (1800-1811)

Départements de Liamone et Golo

## Liste des préfets

### Département de Haute-Corse (depuis 1975)
Marcel Julia, le premier préfet de la Haute-Corse, était du 28 août au 31 décembre 1975, préfet délégué au préfet de la Corse pour l'organisation du département de la Haute-Corse.
| Période          | Période          | Identité           | Fonction précédente                                                                                               | Observation |
| ---------------- | ---------------- | ------------------ | --- | --- |
| 1er janvier 1976 | 25 avril 1977    | Marcel Julia       | Sous-préfet de Saint-Germain-en-Laye                                                                              | Nommé préfet de la Mayenne |
| mai 1977         | 13 juillet 1979  | Yves Bentegeac     | | Nommé préfet de la Manche |
| 13 juillet 1979  |                  | Philippe Loiseau   | Secrétaire general de la préfecture de Seine-et-Marne                                                             | |
| 16 juillet 1981  | 13 avril 1982    | Jean Senie         | | Nommé préfet hors cadre |
| 13 avril 1982    |                  | Guy Migeon         | Sous-préfet de Charolles                                                                                          | |
| 18 mai 1983      | 8 mars 1985      | Jacques Barel      | | Nomme directeur du cabinet du prefet de police de paris |
| 8 mars 1985      | 24 janvier 1987  | Henri Hugues       | | Nommé préfet de la Charente |
| février 1987     |                  | Michel Besse       | | |
| 22 août 1988     | 17 janvier 1990  | Bernard Boucault   | | Nommé préfet hors cadre |
| 17 janvier 1990  | 13 mai 1992      | Henri Hurand       | Secrétaire général de la préfecture du Nord                                                                       | Nommé préfet hors cadre |
| 13 mai 1992      | 4 juin 1993      | Jean-Marc Rebière  | Secrétaire général de la préfecture des Bouches-du-Rhône                                                          | Nommé directeur de l’administration territoriale et des affaires politiques                                                                                   |
| 4 juin 1993      | 13 juillet 1995  | François Goudard   | Secrétaire général de la préfecture de la Seine-Saint-Denis                                                       | Nommé préfet de la Dordogne |
| 13 juillet 1995  | 27 novembre 1996 | André Viau         | Sous-préfet de Dunkerque                                                                                          | Nommé préfet hors cadre |
| 27 novembre 1996 | 16 avril 1998    | Bernard Pomel      | Directeur général de l'administration au ministère de l'agriculture, de la pêche et de l'alimentation             | Nommé préfet de la Haute-Loire |
| 16 avril 1998    | 26 août 1999     | Bernard Lemaire    | Préfet adjoint pour la sécurité auprès des préfets de la Corse-du-Sud et de la Haute-Corse                        | Nommé préfet des Alpes-de-Haute-Provence |
| 26 août 1999     | 29 novembre 2001 | Christian Sapède   | Secrétaire général de la préfecture de l'Hérault                                                                  | Nommé préfet du Tarn |
| novembre 2001    | 27 juin 2003     | Éric Delzant       | | Nommé préfet hors cadre. Limogé après les incidents qui ont empêché le meeting de Jean-Pierre Raffarin et de Nicolas Sarkozy pour le référendum du 6 juillet. |
| 27 juin 2003     | 18 juillet 2005  | Jean-Luc Videlaine | Sous-préfet de Saint-Nazaire                                                                                      | Nommé préfet en position de service détaché |
| juillet 2005     | 18 juillet 2007  | Gilbert Payet      | | Nommé préfet de la Nièvre |
| juillet 2007     | 4 juin 2009      | Hervé Bouchaert    | | Nommé directeur de l'administration de la police nationale au ministère de l'intérieur                                                                        |
| 11 juin 2009     | 30 juin 2011     | Jean-Luc Névache   | | Nommé délégué interministériel à la sécurité routière |
| 7 juillet 2011   | 18 avril 2013    | Louis Le Franc     | | Nommé préfet de l'Aude |
| 18 avril 2013    | 9 avril 2015     | Alain Rousseau     | Secrétaire général de la préfecture de l'Hérault                                                                  | Nommé directeur général des outre-mer à l'administration centrale du ministère de l'intérieur                                                                 |
| 15 avril 2015    | 20 mars 2017     | Alain Thirion      | Directeur des transports et de la protection du public à la préfecture de police                                  | Nommé préfet de l'Aude |
| 20 mars 2017     | 7 mai 2019       | Gérard Gavory      | Préfet délégué pour la défense et la sécurité auprès du préfet de la région Auvergne-Rhône-Alpes, préfet du Rhône | Nommé préfet de la Manche |
| 7 mai 2019       | 20 juillet 2022  | François Ravier    | Secrétaire général de la préfecture de la région d'Ile-de-France, préfecture de Paris                             | |
| 20 juillet 2022  |                  | Michel Prosic      | Préfet du Lot | |

## Liste des préfets adjoints pour la sécurité
En Corse, les préfets adjoints sont affiliés aux préfets de haute-Corse et de Corse-du-Sud.
| Période          | Période          | Identité                   | Fonction précédente                                           | Observation                                                              |
| ---------------- | ---------------- | -------------------------- | ------------------------------------------------------------- | ------------------------------------------------------------------------ |
| 4 janvier 1991   | 2 novembre 1992  | Bernard Bonnet             | Sous-directeur au ministère de l'intérieur                    | Nommé directeur central de la police territoriale                        |
| 2 novembre 1992  | 24 juin 1993     | Jean Fedini                | Sous-préfet de Montbéliard                                    | Nommé préfet de l’Aveyron                                                |
| 24 juin 1993     | 29 juin 1995     | Jean-Pierre Lacave         | sous-préfet du Raincy                                         | Nommé secrétaire général de la préfecture de Paris                       |
| 6 juillet 1995   | 8 février 1996   | Antoine Guerrier de Dumast | Directeur de l'administration à la préfecture de Paris        | Nommé préfet hors cadre                                                  |
| 8 février 1996   | 10 novembre 1997 | Gérard Bougrier            | Sous-préfet d'Antony                                          | Nommé préfet des Hautes-Pyrénées                                         |
| 10 novembre 1997 | 16 avril 1998    | Bernard Lemaire            | Sous-préfet de Bayonne                                        | Nommé préfet de la Haute-Corse                                           |
| 16 avril 1998    | 7 octobre 1999   | Francis Spitzer            | Sous-préfet de Béziers                                        | Nommé préfet de la collectivité territoriale de Saint-Pierre-et-Miquelon |
| 7 octobre 1999   | 1er août 2002    | Ange Mancini               | inspecteur général des services actifs de la police nationale | Nommé préfet de la région Guyane, préfet de la Guyane                    |
| 1er août 2002    | 1er août 2003    | Jean-Michel Fromion        | Sous-préfet d'Istres                                          | Nommé préfet du Gers                                                     |
| 1er août 2003    | 26 juillet 2004  | Philippe de Lagune         | Contrôleur général de la police nationale                     | Nommé préfet hors cadre                                                  |
|                  | 16 octobre 2005  | Christian Lambert          |                                                               | Nommé directeur des services actifs de la police nationale               |